# Stauwehr Stiftsmühle

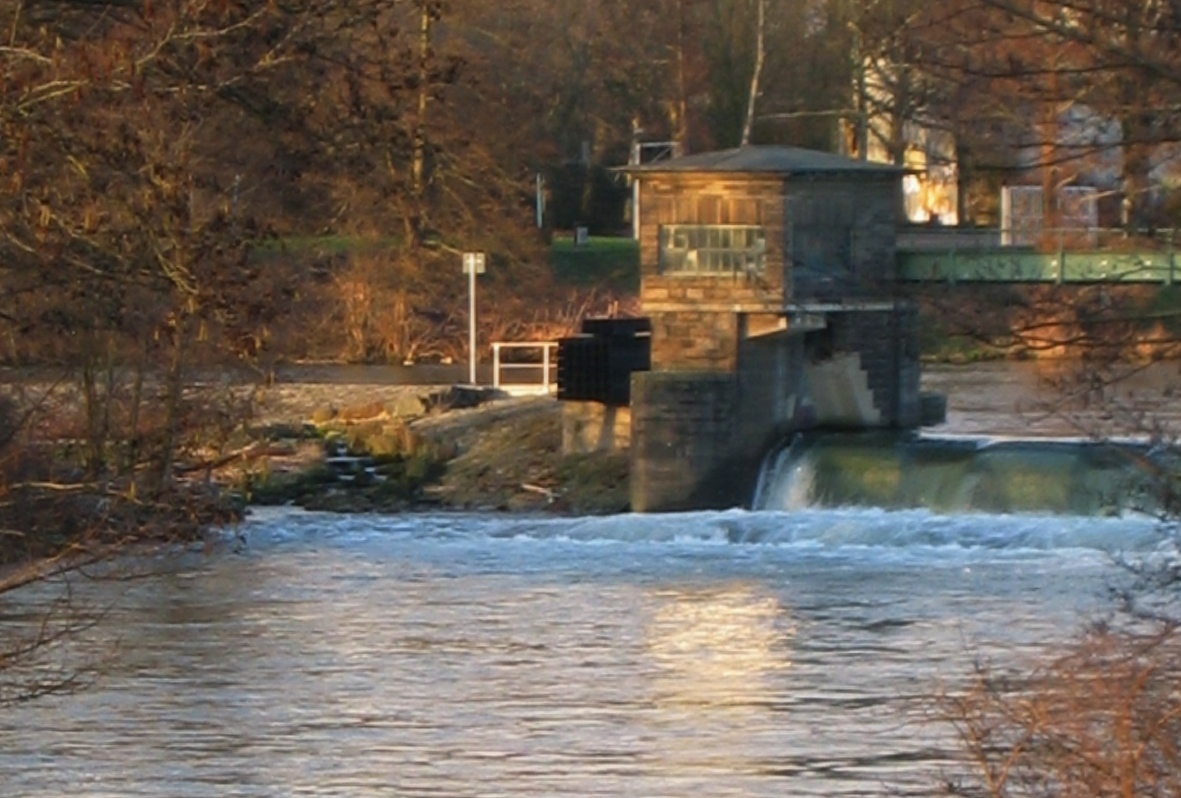
Die künstliche Insel mit der neuen Fischaufstiegsanlage (links) und der Beginn des Stauwehrs (rechts). Situation bei erhöhtem Wasserstand.

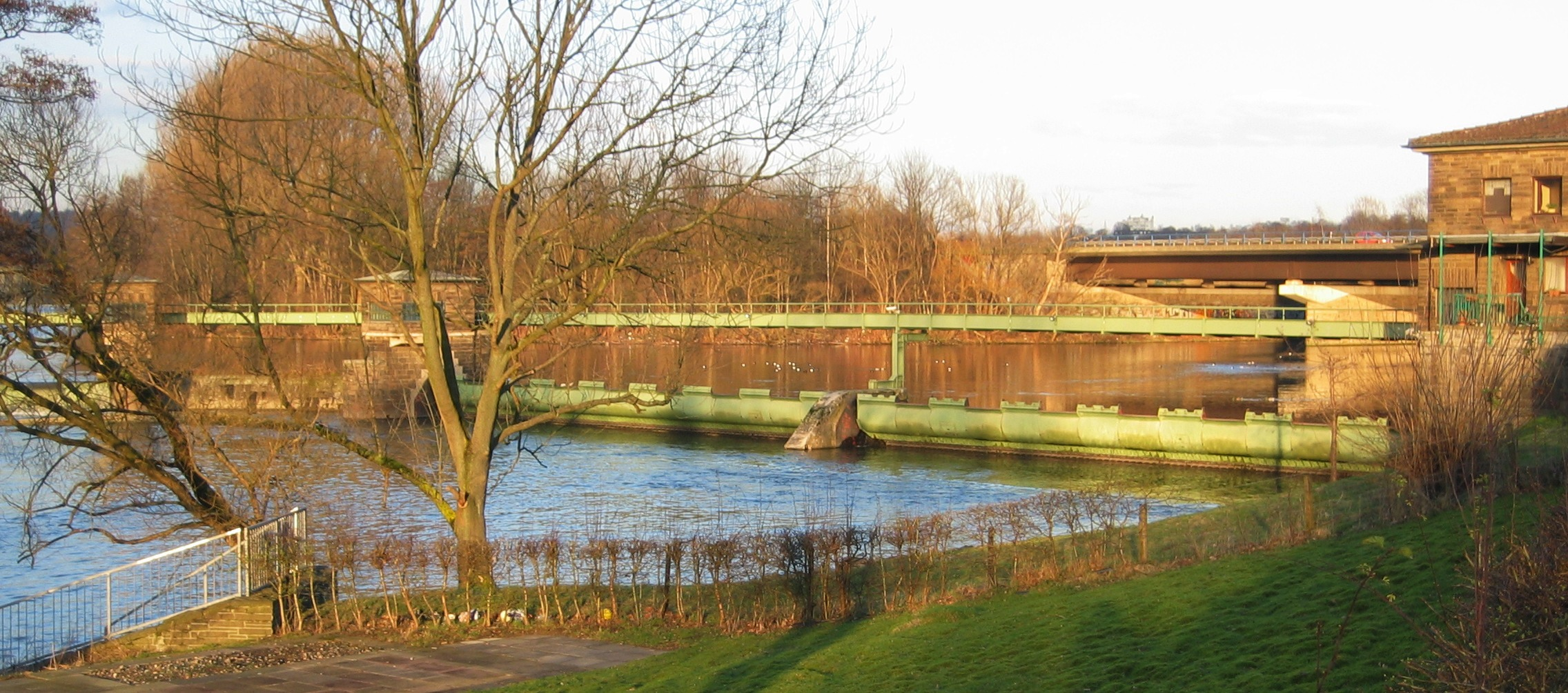
Das Stauwehr vor der Volmemündung auf Hagener Seite, im Hintergrund die Brücke der A 1.

Das Stauwehr Stiftsmühle ist ein fast 200 m langes Stauwehr in der Ruhr am Zusammenfluss von Ruhr und Volme in Nordrhein-Westfalen (Deutschland). Der nördliche Wehrabschnitt befindet sich in der Stadt Herdecke, der südliche Abschnitt liegt seit einer Flächenumwidmung 1964 in der Hagener Gemarkung Vorhalle.

## Geschichte
Das Stauwehr wurde 1930 zusammen mit dem nordwestlich anschließenden Kraftwerk Stiftsmühle vom Ruhrverband errichtet. Wehr und Kraftwerk dienen auch der Bewirtschaftung von Hengsteysee und Harkortsee, und durch die Wasserstandsregulierung dem rund zweieinhalb Kilometer ruhraufwärts am Hengsteysee gelegenen Koepchenwerk, das als Pumpspeicherkraftwerk für stark schwankende Wasserstände in diesem Ruhrabschnitt sorgt.
In der Vergangenheit befand sich etwa an der Stelle des heutigen Wehrs das „Stiftsmühlenwehr“, das nach der ehemaligen Kornmühle „Stiftsmühle“ des 1811 aufgehobenen freiweltlichen Herdecker Damenstifts benannt worden war. Die Stiftsmühle befand sich einige hundert Meter weiter ruhrabwärts am Mühlengraben, der Anfang der 1950er Jahre zugeschüttet wurde. Das Wehr ersetzte mit etwas anderer Funktion die alte Mühlenschlacht.
1938 wurde der Ruhrverlauf oberhalb des Stiftsmühlenwehres im Rahmen des Autobahnbaus der A 1 auf einer Länge von über einem Kilometer rund 350 m in Richtung Nordosten bzw. Herdecke verschwenkt, so dass die Ruhr dort heute einen deutlichen Knick aufweist. Die Volmemündung lag zuvor etwas weiter östlich.
2017 wurde eine neue Schleuse in das Stauwehr eingebaut.

## Fischweg
Wehr und Kraftwerksanlage sind durch eine kleine künstliche Insel – teils Absperrbauwerk, teils halbnatürliche und baumbestandene Aufschotterung – verbunden, in der zwei Fischwege vorhanden sind: eine alte, quasi unwirksame „Fischtreppe“ in klassischer Betonbauweise sowie eine intakte, im Rahmen der letzten Harkortsee-Ausbaggerung Ende der 1990er Jahre vom Ruhrverband als Ausgleichsmaßnahme angelegte „rauhe Gleite“. Durch diese zweite Fischaufstiegsanlage können nunmehr wieder Wanderfische in die Volme gelangen, was über Jahrzehnte durch das Wehr verhindert wurde.